# Amélie (pel·lícula)
|  | Aquest article tracta sobre la pel·lícula. Vegeu-ne altres significats a «Amélie». |

Amélie (títol original en francès: Le Fabuleux Destin d'Amélie Poulain, «El fabulós destí d'Amélie Poulain») és un film francoalemany, del gènere comèdia romàntica, estrenada el 2001. El lema de la pel·lícula és «Et canviarà la vida...» (En francès: «Elle va te changer la vie...»). Coescrita conjuntament amb Guillaume Laurant pel seu director, Jean-Pierre Jeunet, el film té com a protagonistes Audrey Tautou (Amélie Poulain) i Mathieu Kassovitz (Nino Quincampoix). La banda sonora va ser composta per Yann Tiersen. Aquesta pel·lícula ha estat doblada al català.

## Argument
Comença amb una veu en off que narra la infantesa de l'Amélie, qui va créixer aïllada de la resta dels nens per decisió de son pare, a causa de la seva equivocada creença que ella patia problemes cardíacs (equivocat, car cada cop que ell li feia un reconeixement mèdic a casa, el cor de l'Amélie es disparava simplement pel contacte físic amb el seu pare, ja que ell no era gaire afectiu amb ella). Aquest fet, juntament amb l'ambient tens que imperava a casa seva, també a causa de la naturalesa inestable i nerviosa de la seva mare, i sobretot per la tràgica mort d'ella quan li va caure al damunt un turista suïcida que es llançà des de Notre Dame. Totes aquestes circumstàncies fan que la nena desenvolupi una inusual i activa imaginació. Com se cita textualment a la pel·lícula: "en tal casa de la mort, l'Amélie creix i prefereix somniar fins que arribi el dia de marxar-ne". Amélie fa 22 anys i deixa casa seva per instal·lar-se en un apartament a Montmartre, que paga treballant com a cambrera al Café des deux Moulins. Allà s'hi coneixen un reguitzell de personatges excèntrics amb els quals Amélie interaccionarà durant tota la pel·lícula:
- Suzanne: la propietària del cafè, antiga artista, que és un pèl coixa. Li agrada veure els atletes que ploren per desil·lusió i no li agrada que un home sigui humiliat en presència del seu fill.
- Georgette: la venedora de tabac hipocondríaca, la qual odia la frase el fruit del seu ventre.
- Gina: cambrera, com l'Amélie, l'àvia de la qual era sanadora, i a qui li agrada fer cruixir els ossos dels dits.
- Hipòlit: un escriptor fracassat, a qui li agrada veure torers cornejats a la televisió.
- Joseph: l'amant rebutjat de la Gina, qui es passa tot el dia espiant-la i a qui només li agrada fer esclatar el paper d'embalatge.
- Philomène: hostessa de vol, a qui li agrada el soroll que fa la tassa del gat a la rajola.

L'Amélie no té xicot, va intentar de tenir-ne una o dues vegades, però els resultats la varen desanimar. Tot i així, l'Amélie ha conreat un gust pels petits plaers, com per exemple ficar la mà en un sac ple de llegums.

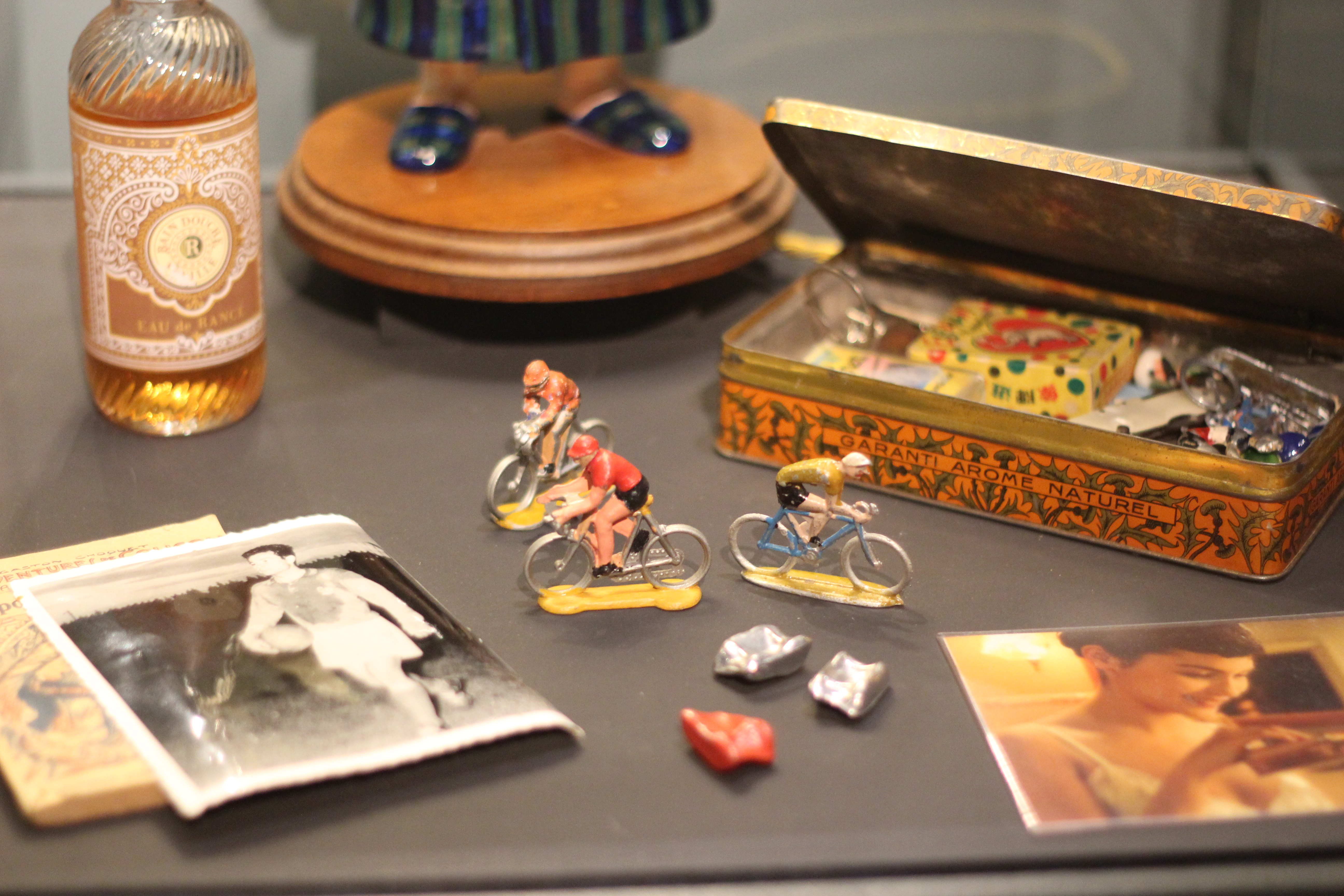
Records de Dominique Bretodeau.

El 30 d'agost del 1997, però, ocorre l'esdeveniment que canviarà la seva vida. Després d'una sèrie de circumstàncies pel xoc ocasionat en veure a la televisió l'accident de Lady Di, descobreix rere una rajola del bany un petit tresor guardat per un nen feia quaranta anys.
Fascinada per la troballa, l'1 d'agost, a les 4.00 de la matinada, té una idea espectacular: onsevulla que es trobi, l'Amélie trobarà el propietari del tresor i l'hi tornarà. Si això el commou, es convertirà en una venjadora del bé, si no, doncs no.
Amb l'ajut del seu veí Raymond (un ancià conegut com l'home de vidre per la feblesa dels seus ossos, que porta vint anys sense sortir de casa, només veu el món a través de la reproducció d'un quadre de Pierre-Auguste Renoir) i després d'una recerca per tot París, l'Amélie aconsegueix localitzar el propietari del tresor i tornar-l'hi. L'home no només s'emociona profundament en descobrir que tota la seva infantesa estava en aquella caixa, sinó que a més a més es planteja millorar la seva vida actual.
Aleshores l'Amélie té una sensació d'harmonia i decideix bolcar-se amb els altres per fer-los més feliç llurs vides.

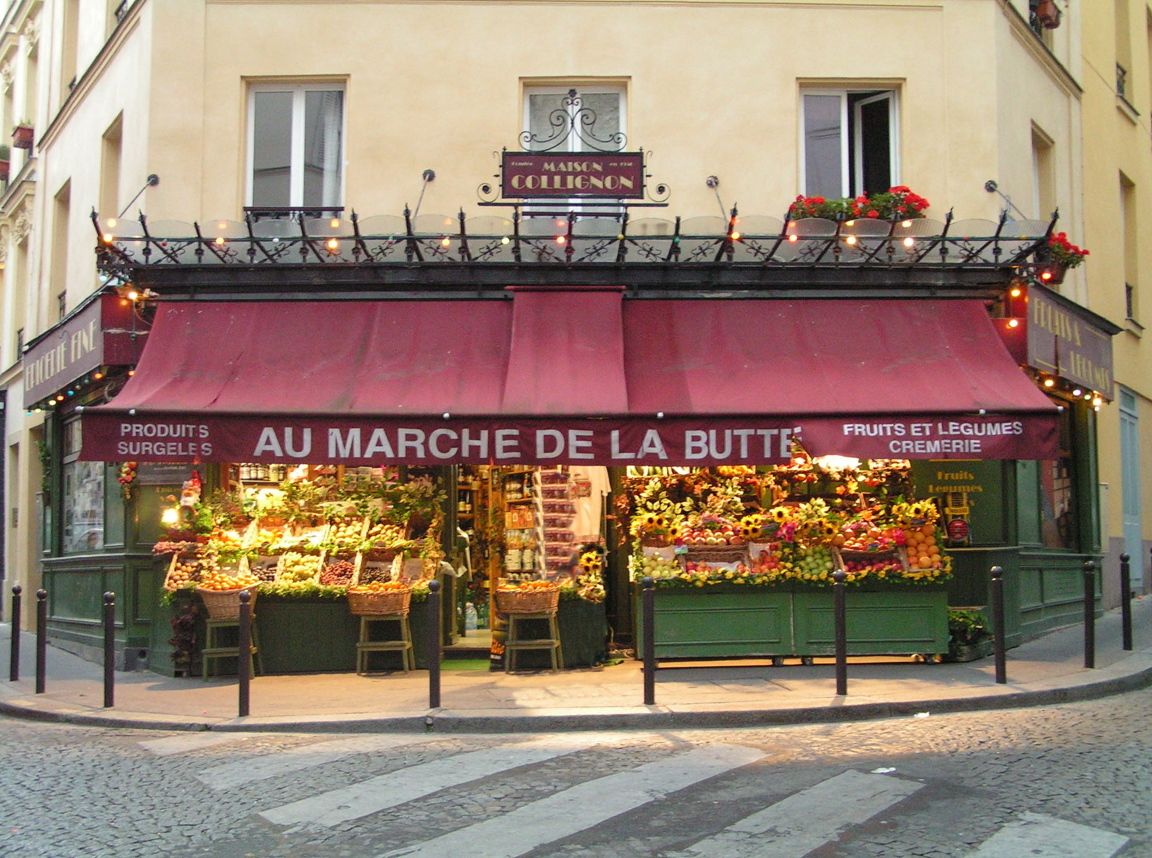
La botiga del senyor Collignon, Rue des Trois Frères, París.

D'aquest mode, inventa tot tipus d'estratègies originals i commovedores per intervenir, sense que ningú se n'adoni, en l'existència de diverses persones del seu voltant.
Mentrestant, ningú no es preocupa per l'Amélie, ella es veu forçada de forma involuntària a examinar i valorar la seva vida solitària. Aquest sentiment s'agreuja especialment després de conèixer en Nino, un noi estrany i somniador com ella, que treballa mig dia a el tren de l'horror d'un parc d'atraccions i l'altre mig a una botiga pornogràfica, col·lecciona les fotografies que la gent rebutja als fotomatons. L'Amélie sent fascinació per Nino, però prefereix una trobada casual que no pas una presentació directa. Ho intenta diverses vegades sense reeixir-ne i acaba desanimada. Finalment, però, Raymond l'incita a buscar el que havia deixat en un segon pla: la seva pròpia felicitat. Així doncs, l'Amélie acaba feliçment als braços d'en Nino.

## Repartiment
- André Dussollier: narrador
- Audrey Tautou: Amélie Poulain

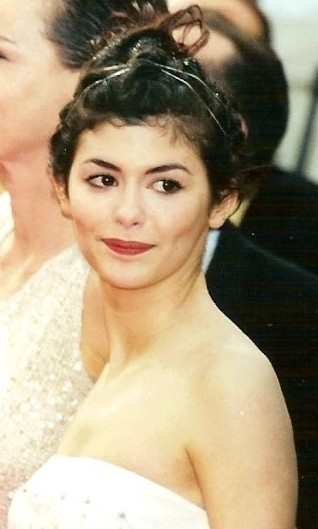
Audrey Tautou va assolir èxit internacional mercès a aquesta pel·lícula.

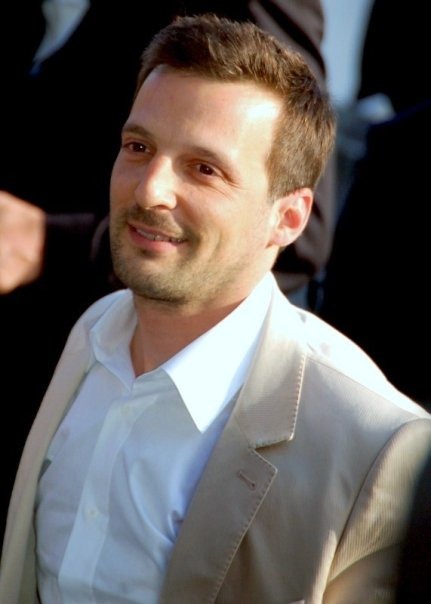
Mathieu Kassovitz al Festival de Canes.

- Mathieu Kassovitz: Nino Quincampoix
- Urbain Cancelier: Collignon, el venedor de verdures
- Jamel Debbouze: Lucien, l'ajudant del venedor
- Rufus: Raphaël Poulain, pare d'Amélie
- Lorella Cravotta: Amandine Poulain, mare d'Amélie
- Serge Merlin: Raymond Dufayel, "l'home de vidre"
- Claire Maurier: Suzanne, la propietària del Café des deux moulins
- Clotilde Mollet: Gina, la cambrera
- Artus de Penguern: Hipolito, el cambrer
- Isabelle Nanty: Georgette, la resident hipocondríaca
- Dominique Pinon: Joseph
- Yolande Moreau: Madeleine Wells
- Maurice Bénichou: Dominique Bretodeau
- Michel Robin: Sr. Collignon
- Andrée Damant: Sra. Collignon
- Claude Perron: Eva, companya de Nino
- Armelle Lesniak: Philomène, hostessa de vol
- Ticky Holgado: home a la foto

## Producció

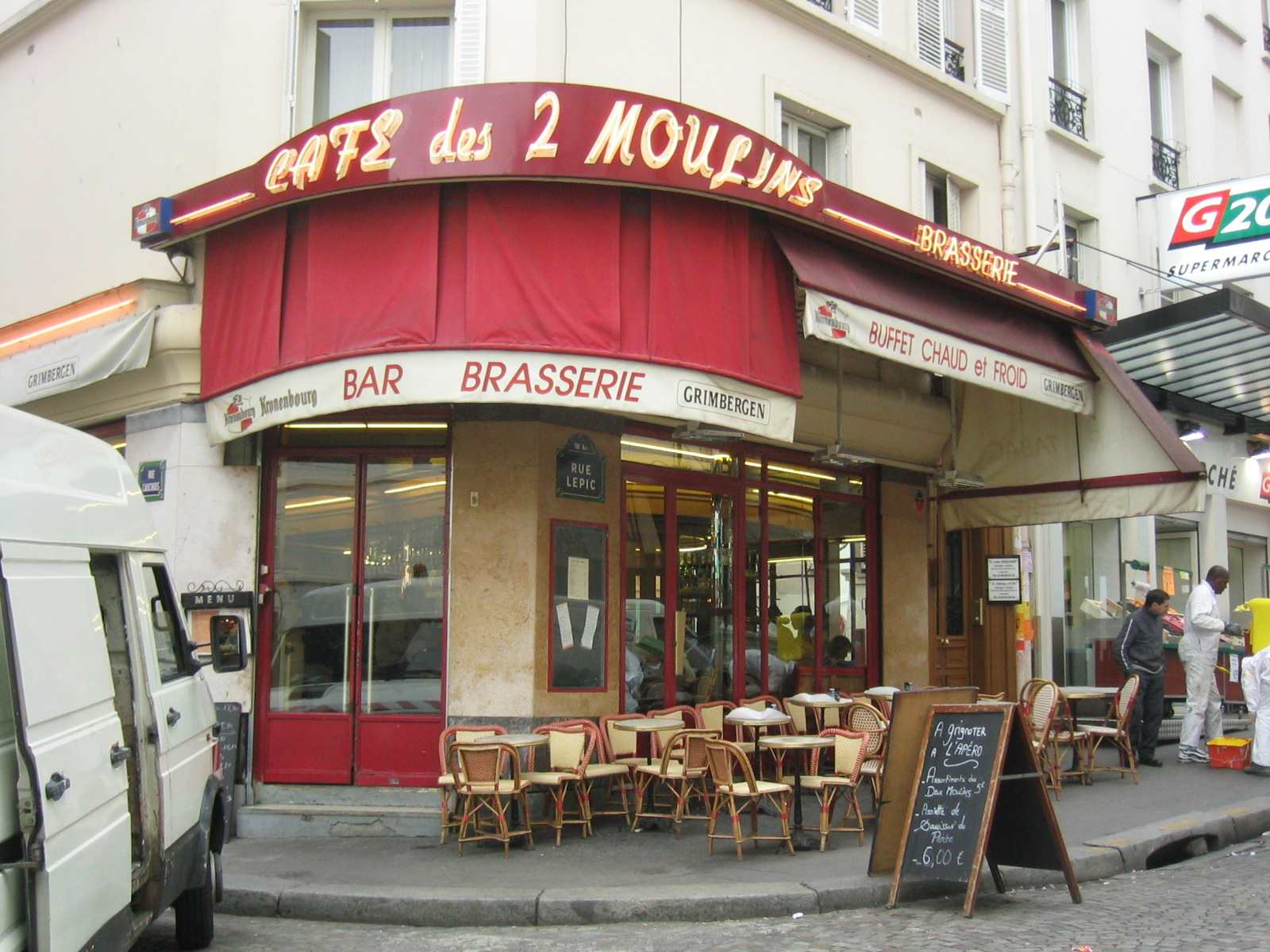
Café des dos Moulins a Montmartre, París.

Als comentaris en àudia al DVD, Jeunet explica que originalment va escriure el paper d'Amélie per a l'actriu anglesa Emily Watson. En aquell primer esborrany, el pare d'Amélie era un anglès que vivia a Londres. Tot i això, el francès de Watson no era prou bo i, quan no va estar disponible per rodar la pel·lícula, a causa d'un conflicte amb la filmació de Gosford Park, Jeunet va reescriure el guió per a una actriu francesa. Audrey Tautou va ser la primera actriu que va fer la seva audició en haver-la vist al cartell de la pel·lícula de 1999 Venus Beauty Institute.
La pel·lícula es va rodar principalment a París, especialment al tossal de Montmartre. El Café des 2 Moulins (15 Rue Lepic, Montmartre, París), on treballa Amélie és un lloc real. L'èxit de la pel·lícula va crear una tendència entre turistes a recórrer escenaris reals de la mateixa, que inclou la boca de metro de Lamarck-Caulaincourt, l'estació de Metro Abbesses, totes dues de la Línia 12, la basílica de Sacré Cœur i la fruiteria, a la cantontada de Rue des Trois Frères i Rue Androuet. Altres indrets utilitzats en el rodatge són l'Estació del Nord, Au Marché de la Butte, el canal Saint-Martin, els cavallets de Montmartre i el Palace Video.
Els cineastes van fer ús de imatges generades per ordinador (incloent animació per ordinador), i un digital intermediate. Les escenes d'estudi es van rodar a Colònia (Alemanya). La pel·lícula comparteix molts dels temes de la seva trama amb la segona meitat de la pel·lícula de 1994 Chungking Express.

## Èxit comercial
Una de les pel·lícules franceses amb més d'èxit de tots els temps (més de 30 milions d'espectadors al món), Amélie marcà un fenomen molt poc usual en aquella data: destronar les sempre taquilleres pel·lícuels estatunidenques a França i aconseguir un gran ressò fora del país: als Estats Units, Europa, Àsia i a l'Amèrica Llatina.

## Anàlisi psicològica
Tot i ser descrita per molts com un "conte per a adults", en aquesta pel·lícula s'hi poden trobar petites pinzellades sobre la naturalesa humana. El principal i més evident és el fet de veure amb romanticisme i nostàlgia la infantesa tal com feu Antoine de Saint-Exupéry amb El petit príncep. La innocència i alhora la naturalesa entremaliada que s'atribueix als nens fa que l'Amélie passi d'ésser un personatge més a un amb molt de joc. Sens dubte no es pot oblidar del simbolisme de trobar-se en una caixa els records d'infantesa d'un home a qui li canvia la vida després de trobar-la gràcies a l'Amélie.
L'Amélie és un personatge excepcional també gràcies al seu descobriment de fer el bé i millorar la vida dels altres sense que se n'assabentin. Aquesta actitud altruista fa que se n'adoni, com bé un dels personatges remarca, que ella no es dedica a resoldre els problemes de la seva pròpia vida. Això es pot prendre com que el fet de resoldre els problemes de la resta és per evitar resoldre els seus. Això, enllaçat amb la seva timidesa, li fa molt difícil d'atènyer la felicitat. La timidesa de l'Amélie té com a base una forta tendència a la covardia, atès que no se sent capaç d'arriscar-se per por de sortir-ne ferida sentimentalment. Evita la seva por amb estratagemes que només són una forma d'allargar el moment d'enfrontar-se amb la realitat i actuar de forma directa. Al seu costat té el seu veí, que la fa pensar-hi, però l'ajuda és mútua, puix que ella l'ajuda a acabar amb la seva solitud. Això és un altre simbolisme, car el veí té un esquelet tan fràgil com si fos de vidre i no pot sortir de casa. D'aquest mode, es pot dir que se sent l'Amélie inconscientment amb els seus sentiments: no pot deixar "sortir" el seu cor per por que es trenqui com ho faria l'esquelet del seu veí. Aquest paral·lelisme és molt important, ja que tard o d'hora haurà d'enfrontar-s'hi i triar si arriscar-se i poder perdre o guanyar-ho tot o viure tot protegint-se com sempre sense que hi hagi cap canvi en la seva vida.

## Pas de l'expressionisme a l'impressionisme per Renoir
Pel que fa al color i la llum, hi ha referències explícites al pintor impressionista Renoir i al moviment al qual pertanyia.
La referència més clara és l'aparició d'un dels seus quadres més famosos, «El dinar dels remers». El veí de la protagonista, Raymond, es dedica a fer-ne còpies. A més, els colors utilitzats en tota la pel·lícula semblen extrets de la paleta cromàtica de Renoir, que va renunciar a les tendències més aviat fosques de la seva època i va reinterpretar la naturalesa, la llum i els colors per a representar-les.
Trobem característiques pròpies del moviment com la importància de la musicalitat i la seva cerca constant; la puresa de l'art cinematògraf, comparant-ho amb la poesia, la pintura i, una vegada més, la música; l'emoció com a element central, en aquest cas el amor; i, finalment, el temps i l'espai manipulats mitjançant l'ús d'imatges de la memòria, somnis, fantasies o estats mentals. Aquesta última qualitat no es presenta de manera literal, sinó que tota l'estètica de la pel·lícula es basa en aquest ambient oníric i sublim.
Això contrasta, amb les primeres pel·lícules del director, tendents cap al sinistre i que podrien emmarcar-se dins de l'estètica de l'Expressionisme. Tant Delicatessen com La ciutat dels nens perduts no tracten de representar la realitat, sinó tot el contrari, el temps i l'espai són atemporals. Les ombres i el clarobscur són recursos molt presents en totes dues pel·lícules.
Per tant, podríem establir un paral·lelisme entre com Renoir va trencar amb l'estètica fosca clàssica per a experimentar amb la llum i el color i com Jeunet, després de produir pel·lícules de caràcter expressionista trenca amb aquesta estètica per a rodar pel·lícules plenes de vitalitat.

## Premis i nominacions

### Premis
- BAFTA al millor guió original per Guillaume Laurant i Jean-Pierre Jeunet
- BAFTA al millor disseny de producció per Aline Bonetto
- César a la millor pel·lícula[5]
- César al millor director per Jean-Pierre Jeunet[5]
- César a la millor música per Yann Tiersen[5]
- César al millor decorat per Aline Bonetto[5]
- Premi del Cinema Europeu a la millor pel·lícula[5]
- Premi del Cinema Europeu al millor director[5]
- Premi del Cinema Europeu a la millor fotografia[5]
- Premi del públic dels Premis del Cinema Europeu[5]

### Nominacions
- Oscar al millor guió original per Guillaume Laurant i Jean-Pierre Jeunet[5]
- Oscar a la millor fotografia per Bruno Delbonnel[5]
- Oscar a la millor direcció artística per Aline Bonetto i Marie-Laure Valla[5]
- Oscar al millor so per Vincent Arnardi, Guillaume Leriche i Jean Umansky[5]
- Oscar a la millor pel·lícula de parla no anglesa[5]
- Globus d'Or a la millor pel·lícula estrangera[5]
- BAFTA a la millor pel·lícula
- BAFTA a la millor actriu per Audrey Tautou
- BAFTA al millor muntatge per Hervé Schneid
- BAFTA a la millor fotografia per Bruno Delbonnel
- César al millor guió original o adaptació
- César a la millor actriu per Audrey Tautou
- César al millor actor secundari per Jamel Debbouze
- César al millor actor secundari per Rufus
- César a la millor actriu secundària per Isabelle Nanty
- César al millor guió original o adaptació per Jean-Pierre Jeunet i Guillaume Laurant
- César a la millor fotografia per Bruno Delbonnel
- César al millor so per Vincent Arnardi, Gérard Hardy i Jean Umansky
- César al millor muntatge per Hervé Schneid
- César al millor vestuari per Madeline Fontaine

## Extractes de vídeo i cites artístiques utilitzades en la pel·lícula
Extractes de vídeo

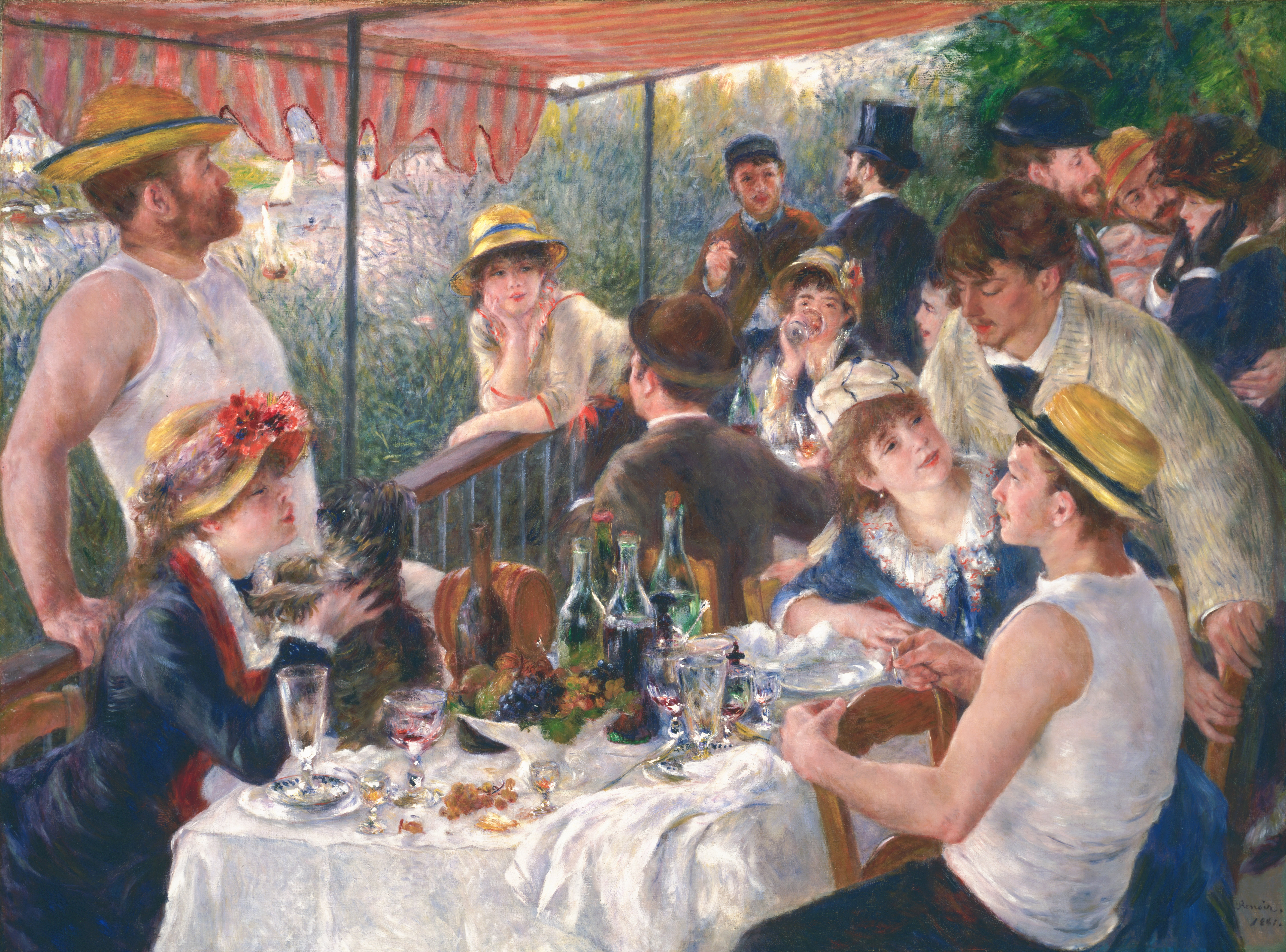
Quadre de El dinar dels remers de Pierre-Auguste Renoir.

- En una escena on es mostra la televisió, apareix la germana Rosetta Tharpe, un guitarrista i cantant famosa en les dècades de 1930 i 1940 amb la seva barreja única de lletres espirituals i acompanyament de rock and roll.
- Un extracte de seqüències d'imatges de Critèrium Internacional, una cursa de ciclisme professional per etapes que es disputa a França, on es pot veure trotar a un cavall.
- Les imatges de l'funeral d'Amélie Poulain, benefactora dels pobres, són en realitat imatges de l'enterrament de Sarah Bernhardt, del que es pot reconéixer la tomba a Père-Lachaise.
- Apareixen tres clips de la pel·lícula Jules i Jim de 1962, dirigida per François Truffaut.
- Un extracte d'un flash especial presentada per Benoît Duquesne a France 2, canal de televisió públic francès, on s'anuncia la mort de la princesa Diana.

Cites artístiques
- El quadre que reprodueix Dufayel «El dinar dels remers» (1881), (Le déjeuner des canotiers), del pintor impressionista francès Pierre-Auguste Renoir.
- També apareixen diversos quadres de pintor surrealista alemany Michael Sowa (nascut a 1945): Coll isabelí, Ocell amb perles, Ós i Herbert.
- Es fa referència a la cançó Le Poinçonneur des Lilas interpretada i escrita per Serge Gainsbourg, gravada al juny de 1958, en una escena on un matrimoni adult discuteix ja que l'espòs s'encarrega de perforar els llorers de la casa i diu que preferiria punxar liles.